# 金藏寺站
金藏寺站（日语：／ Konzōji eki */?）是位於日本香川縣善通寺市，隸屬於四國旅客鐵道（JR四國）的鐵路車站。車站編號為D13。車站附近有一座名為金倉寺的佛教寺院。由於日文拼音中，「倉」和「蔵」的假名寫法都是「ぞう」，因此據信為本站的站名由來。而金倉寺的所在地也稱為「金藏寺町」而非「金倉寺町」。
本站只提供普通列車服務，上行約三分二的班次以高松站為總站（包含普通及快速列車），餘下的約三分一班次則只以多度津為終點。過去亦提供2班往岡山站列車，但已取消。下行列車方面，絕大部份班次皆以琴平站為終站，因為電聯車只能開至琴平，全日則只有3班一人控制的氣動車普通班次能開往琴平以南的車站，並全以阿波池田站為總站。

## 車站構造

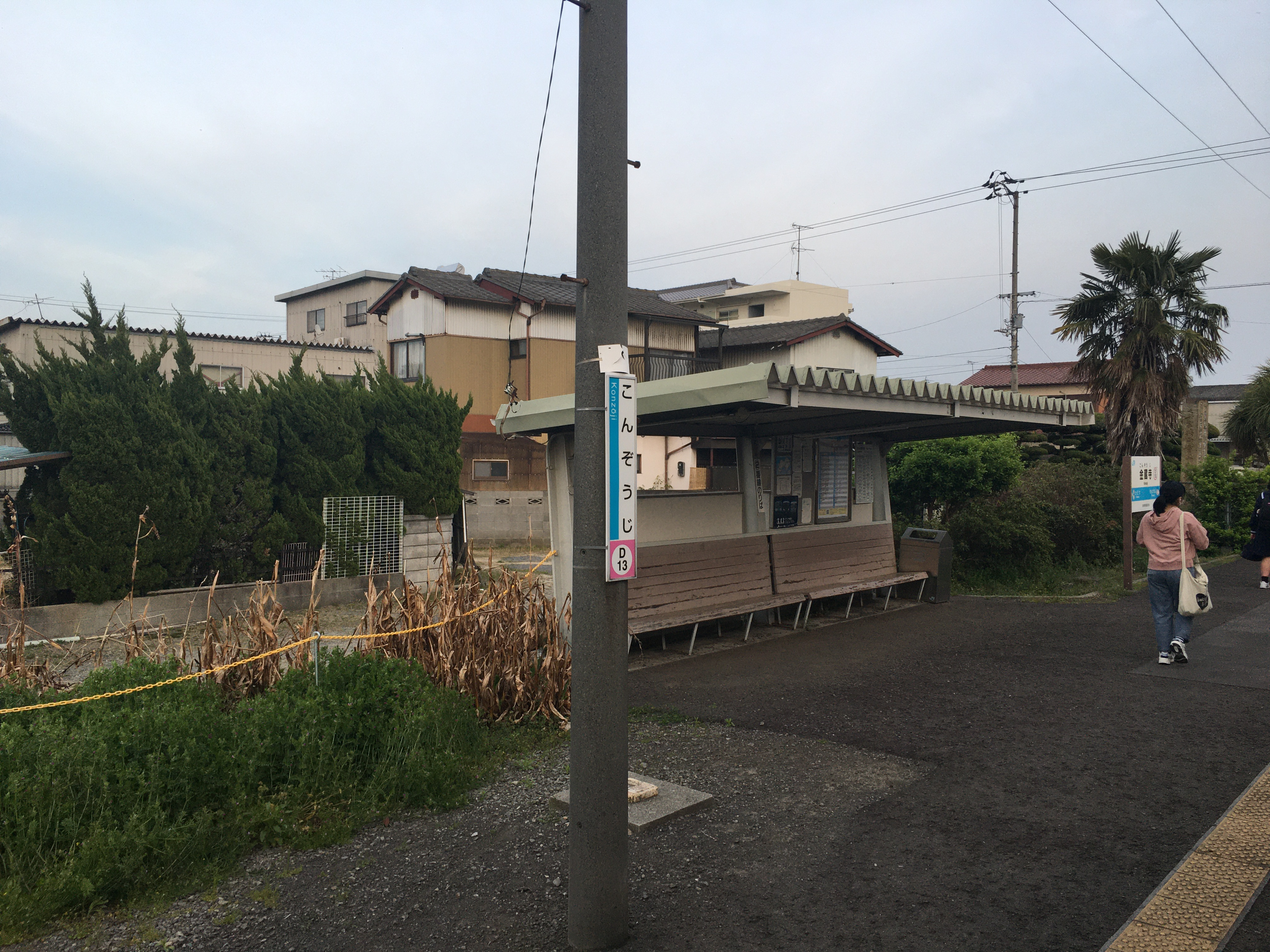
候車室（2021年3月）

本站現時使用中的站房為第二代站房，由於本站早於1970年便改為簡易委託無人站，並於1980年代改建為現時的車站。第二代站房為水泥製的開放式簡易車站，站內只設有候車室、座椅及自動售票機。
本站設有兩個側式月台，共提供2面2線的月台配置，有效長度為5輛。其中靠近站房的為1號月台，遠離站房的則為2號月台。兩邊月台皆需要使用站外的平交道前往，2號月台亦有獨立的出入口，可沿向善通寺站方向的月台末端斜道，或中央的樓梯出口離開。

### 月台配置
| 月台 | 路線    | 方向 | 目的地                     | 備註             |
| ---- | ------- | ---- | -------------------------- | ---------------- |
| 1    | ■土讚線 | 上行 | 多度津、高松、岡山方向     | 上、下行主發月台 |
| 1    | ■土讚線 | 下行 | 琴平、阿波池田、大步危方向 | 上、下行主發月台 |
| 2    | ■土讚線 | 上行 | 多度津、高松方向           | 避車時才使用     |
| 2    | ■土讚線 | 下行 | 琴平方向                   | 避車時才使用     |

## 歷史
- 1886年10月16日：開業。
- 1904年12月1日：讚岐鐵道被山陽鐵道收購。
- 1906年12月1日：山陽鉄道被國有化，成為日本國有鐵道的其中一個站。
- 1970年10月1日：無人化，簡易委託站。
- 1987年4月1日：日本國鐵分割民營化，車站的營運由JR四國繼承。
- 2008年：簡易委託中止、無人化。

## 相鄰車站
四國旅客鐵道（JR四國）
■土讚線
■快速「Sunport」、■普通
多度津（D12）－金藏寺（D13）－善通寺（D14）

## 外部連結
- JR四國金藏寺站時間表PDF